# 天草市立手野小学校
天草市立手野小学校（あまくさしりつ てのしょうがっこう）は、熊本県天草市五和町手野にあった小学校。

## 沿革
- 1873年（明治6年）7月18日 - 公立井手小学校創立
- 1876年（明治9年）7月 - 下内野分教場設置
- 1887年（明治20年）3月 - 井手小学校簡易教場と改称
- 1890年（明治23年）3月 - 手野小学校簡易科教場と改称
- 1892年（明治25年）- 手野尋常小学校と改称
- 1910年（明治44年）6月28日 - 下内野分教場を統合
- 1921年（大正10年）4月 - 手野尋常高等小学校と改称
- 1941年（昭和16年）4月1日 - 手野国民学校と改称
- 1947年（昭和22年）4月1日 - 手野村立手野小学校と改称
- 1955年（昭和30年）5月1日 - 五和町立手野小学校と改称
- 2006年（平成18年）3月27日 - 天草市立手野小学校と改称
- 2014年（平成26年）- 天草市立二江小学校、城河原小学校および御領鬼池小学校と統合し、天草市立五和小学校となる。

## 学校周辺
- 手野保育所